# شهرستان نینگجین (شاندونگ)
شهرستان نینگجین (به انگلیسی: Ningjin County) یک شهرستان در چین است که در دژو (شاندونگ) واقع شده‌است.